# Let's Get Ready
Let's Get Ready è il quarto album del rapper Mystikal, primo album commerciale non prodotto dalla label di Master P e primo album del rapper prodotto dalla Jive Records e distribuito dalla Universal.
Questo disco in confronto agli altri album pubblicati dal rapper ha delle differenze sia nel genere sia nel valore di vendite, il genere è sempre quello tipico del sud in quanto Mystikal reppa sempre nella stessa tonalità in ogni brano però è più Hardcore rap, infatti il rapper nei brani ha cambiato molto i temi e gli argomenti, che prima negli album precedenti erano più espliciti e violenti, ma anche nei testi troviamo meno esplicite le parole e i temi, che sono diventati più caratteristici del rap commerciale.
Grazie a questi cambiamenti, Mystikal ha trovato meglio il successo in quanto lo dimostrano i brani e i singoli estratti dall'album, tra cui il singolo Shake Ya Ass o Shake It Fast in collaborazione con Pharrell Williams dei Neptunes, questi ultimi hanno prodotto il brano. Il singolo ha avuto un grande successo ed è stato posizionato tra i migliori nella classifica rap. Il singolo fu seguito da un altro di altrettanto successo, Danger (Been So Long), che ebbe risultati ottimi sia tra i fan sia nel valore delle vendite, in questo brano il rapper collabora con la cantante Nivea, come si vede anche nel video estratto in cui duettano insieme. 
Oltre ai singoli estratti, nell'album ricordiamo Jump, brano con basi south e anche The Braids, Family in collaborazione con Latrelle e Neck Uv Da Woods insieme agli OutKast, quest'ultimo è stato pubblicato l'anno prima insieme al video però è stato inserito ed estratto tra i singoli di Let's Get Ready. Inoltre nell'album è presente un bonus track che è l'ultimo brano del disco, in cui rappa Petey Pablo in tutta la canzone ed è inoltre considerata una demo di quest'ultimo, oltre che una promozione del disco in commercio.
Nel disco collaborano artisti di spicco e già molto affermati nel sud degli States, tra cui OutKast e i già citati prima, Petey Pablo, Da Brat, i Neptunes con Pharrel Williams e Nivea.

## Critica
Il disco ha fatto molto scalpore negli States, soprattutto il successo dei rispettivi singoli, in quanto uno di questi ha avuto già diffusione tra i fan e nelle radio americane, 2 settimane prima che il disco fosse venduto. L'album ha debuttato alla posizione n.1 della Billboard 200 superando le 300 000 copie. Questo è stato il primo album di Mystikal che ha sfondato le classiche Rap e guadagnandosi diversi riconoscimenti tra cui un Grammy Awards al miglior album rap di Ottobre ed è stato certificato disco d'oro e per 2 volte disco di platino, raggiungendo 1 milione di copie e guadagnandosi il doppio platino nei primi 4 mesi dall'uscita del disco. Let's Get Ready ha tratto buoni risultati per tutto il periodo 2000/2001, superando in tutto i due milioni di copie e determinando così, il successo commerciale di Mystikal.

## Tracce
1. Ready To Rumble
2. Shake Ya Ass (feat. Pharrell Williams)
3. Jump
4. Danger (Been So Long) (feat. Nivea)
5. Come See About Me (feat. Da Brat e Petey Pablo)
6. Big Truck Boys
7. I Rock, I Roll
8. U Would If U Could
9. Mystikal Fever
10. Family (feat. Latrelle)
11. Ain't Gonna See Tomorrow
12. The Braids
13. Smoked Out
14. Murderer III
15. Neck Uv Da Woods (feat. OutKast)
16. I'm Throwed Off
17. Looking For Me
18. Petey Pablo Snippets (Bonus-Track Edited)